# NTTイノベーティブデバイス
NTTイノベーティブデバイス株式会社（英: NTT Innovative Devices Corporation）は、神奈川県横浜市にあるNTTグループの企業である。

## 概要
ブロードバンドネットワーク（ネットワーク用LSI・IC等）、フォトニクス（光通信用デバイス）、セキュリティ（スマートフォン向けセキュリティソフト）・セイフティ、デジタル映像（圧縮LSIモジュール等）に関する開発・製造事業を行っており、多彩な事業領域を持つ会社である。
1982年に日本電子技術株式会社として設立後、1985年にNTTエレクトロニクステクノロジー株式会社、1997年にNTTエレクトロニクス株式会社に商号変更。
2023年8月1日、NTTイノベーティブデバイス株式会社と合併した。合併後はNTTエレクトロニクスを存続会社として、NTTイノベーティブデバイス株式会社に商号変更された（#沿革も参照）。
かつてはNTTアドバンステクノロジ (NTT-AT) 、現NTTテクノクロスであるNTTソフトウェアおよびNTTアイティ (NTT-IT) と共にNTTグループ内で先端技術開発事業を受け持ち、NTTの各研究所とのつながりが深いため、研究所系4社と呼ばれていた。

## 沿革
- 1982年 - 日本電子技術株式会社設立
- 1985年 - NTTエレクトロニクステクノロジー株式会社に商号変更
- 1988年 - 資本金3億8,050万円に増資
- 1989年 - 品質管理部および営業本部設置、横浜事業所開設
- 1990年 - 厚木事業所厚木設計センタ開設
- 1991年 - 資本金18億8,050万円に増資
- 1992年 - 事業部制に移行、業務本部設置、資本金26億3,050万円に増資
- 1993年 - 品質保証本部設置
- 1994年 - 化合物半導体事業部ISO 9001認証取得
- 1995年 - 茨城分室を茨城事業所に名称変更、光デバイス事業部設置
- 1996年 - LSI事業本部、光半導体デバイス部ISO 9001認証取得
- 1997年 - NTTエレクトロニクス株式会社に商号変更、本社・営業本部、東京都渋谷区に移転、海老名事業所開設、武蔵野事業所開設、光ハイブリッドデバイス部ISO 9001認証取得
- 1998年 - 茨城事業所移転、超高速エレクトロニクス事業本部、フォトニクス事業本部設置、システム事業本部ISO 9001認証取得
- 1999年 - 米国駐在事業所準備室設置、西日本支店開設、茨城事業所工場増設、茨城事業所ISO 14000認証取得
- 2000年 - NEL America,Inc. 設立、NELテクノサポート株式会社設立、全社ISO 14000認証取得
- 2001年 - 茨城新工場竣工、資本金87億750万円に増資、技術開発本部設置、エレクトロニクス事業統括本部設置、南町田事業所開設
- 2005年 - 資本金33億2964万7680円に減資、人体の接触で通信を行う「レッドタクトン」を発表[1]
- 2006年 - 北京事務所開設
- 2007年 - 資本金65億7678万7680円に増資
- 2009年 - ミラノ事務所開設、本社を神奈川県横浜市に移転
- 2010年 - 深圳事務所を開設
- 2011年 - NTT Electronics Hong Kong Limited 設立
- 2012年 - 深圳恩梯梯電子有限公司設立、株式会社産業革新機構と株式会社フジクラとともにニスティカ社への出資を決定[2]
- 2013年 - ブロードコム社と次世代コヒーレントDSPでビジネス提携[3]
- 2015年 - NTT Electronics America, Inc. West Coast Office 開設、NTT Electronics Europe S.r.l. 設立
- 2017年 - NEL America, Inc. を NTT Electronics America, Inc. に商号変更、NTTエレクトロニクスオプテック株式会社設立
- 2018年 - 子会社のNELクリスタル株式会社をNTTエレクトロニクスコプロ株式会社に商号変更[4][5]
- 2021年 - 富士通アドバンストテクノロジ株式会社の66.6％の株式を富士通から取得し、NTTエレクトロニクスクロステクノロジ株式会社（現・NTTデバイスクロステクノロジ株式会社）に商号変更
- 2023年
  - NTTイノベーティブデバイス株式会社と合併、合併後はNTTエレクトロニクスを存続会社として、NTTイノベーティブデバイス株式会社に商号変更[6]
  - 子会社のNTTエレクトロニクスコプロ株式会社をNTTデバイスコプロ株式会社に商号変更[4][5]、また同じく子会社のNTTエレクトロニクステクノ株式会社をNTTデバイステクノ株式会社に商号変更[7]
- 2025年 - 子会社のNTTデバイスコプロ株式会社がNTTデバイステクノ株式会社を吸収合併した上で、NTTデバイステクノ株式会社に商号変更[8]

## 事業所
- 横浜事業所
- 厚木事業所
- 厚木センタ
- 茨城事業所

## グループ企業
- NTTデバイステクノ株式会社[注 1]
- NTTデバイスオプテック株式会社
- NTTデバイスクロステクノロジ株式会社
- NTT Electronics America, Inc.
- NTT DevIces Hong Kong Limited
- 深圳恩梯梯電子有限公司
- NTT Electronics Europe S.r.l
- fJscaler Inc.